# (2013) Tucapel
(2013) Tucapel est un astéroïde de la ceinture principale. Il a été ainsi baptisé en référence à la bataille de Tucapel (en), qui opposa, en 1553, les Mapuches aux conquistadors espagnols de Pedro de Valdivia.